# Felprägling
Felprägling av mynt. 
Ibland händer det att ett mynt blir felpräglat. De flesta felpräglingar är mycket uppskattade bland myntsamlare. En felprägling leder oftast till att myntet blir mer värt än det nominella värdet.

## Typer av felpräglingar som finns
Dubbelprägling
Att ett mynt har präglats flera gånger. Resulterar ofta i att man kan se myntbilden flera gånger.
Klumpar
Klumpar på mynt har alltid förekommit och nu på senare tid har det blivit ännu vanligare. En klump uppstår när en bit av myntstampen lossnar vid tillverkningen, det blir alltså ett "hål" i stampen vilket resulterar i en klump på myntet.
Felaktiga myntämnen
Det förekommer faktiskt att mynt blir gjorda i fel myntämne. Dessa mynt är väldigt mycket värda! Gäller bara att upptäcka att det är fel myntämne.
10 Kronor, 1991
10-kronan från 1991 där andra sidan av myntet är 180 grader vänt är ingen felprägling, utan myntverket präglade 10-kronan med normal stampställning och 180 graders stampställning (Så kallad fransk prägling). Detta är en variant som ändå är mycket uppskattad bland samlare.
Källa:
Svåra svenska mynt - Felpräglingar, varianter, låga upplagor och bilder